# Филатиха (Костромская область)
Филатиха — деревня в составе Троицкого сельского поселения Шарьинского района Костромской области России.

## География
Деревня расположена у реки Ветлуга.

## История
Согласно Спискам населенных мест Российской империи в 1872 году деревня относилась к 2 стану Ветлужского уезда Костромской губернии. В ней числилось 18 дворов, проживало 48 мужчин и 46 женщин.
Согласно переписи населения 1897 года в деревне проживало 166 человек (74 мужчины и 92 женщины).
Согласно Списку населенных мест Костромской губернии в 1907 году деревня относилась к Гагаринской волости Ветлужского уезда Костромской губернии. По сведениям волостного правления за 1907 год в деревне числилось 26 крестьянских дворов и 159 жителей. В деревне имелась кузница. Основным занятием жителей деревни был лесной промысел.

## Население
| 2008 | 2010 | 2014 |
| ---- | ---- | ---- |
| 6    | ↗8   | ↘4   |